# Natuurpark Boven-Sûre Woud van Anlier
Het Natuurpark Boven-Sûre Woud van Anlier (Frans: Parc naturel Haute-Sûre Forêt d'Anlier) is een natuurpark in de Ardennen in de Waalse provincie Luxemburg. Het park is 833 vierkante kilometer groot en ligt in de gemeentes Bastogne, Vaux-sur-Sûre, Fauvillers, Habay, Martelange, Léglise en Neufchâteau. Het landschap wordt bepaald door het bekken van de Sûre met valleien en de uitgestrekte loofbossen van het Woud van Anlier. Verschillende delen zijn Europees beschermd als Natura 2000-gebied (onder andere het Woud van Anlier). Het symbool van het park is de zwarte ooievaar. Het park grenst aan het Luxemburgse Natuurpark Boven-Sûre.

## Afbeeldingen

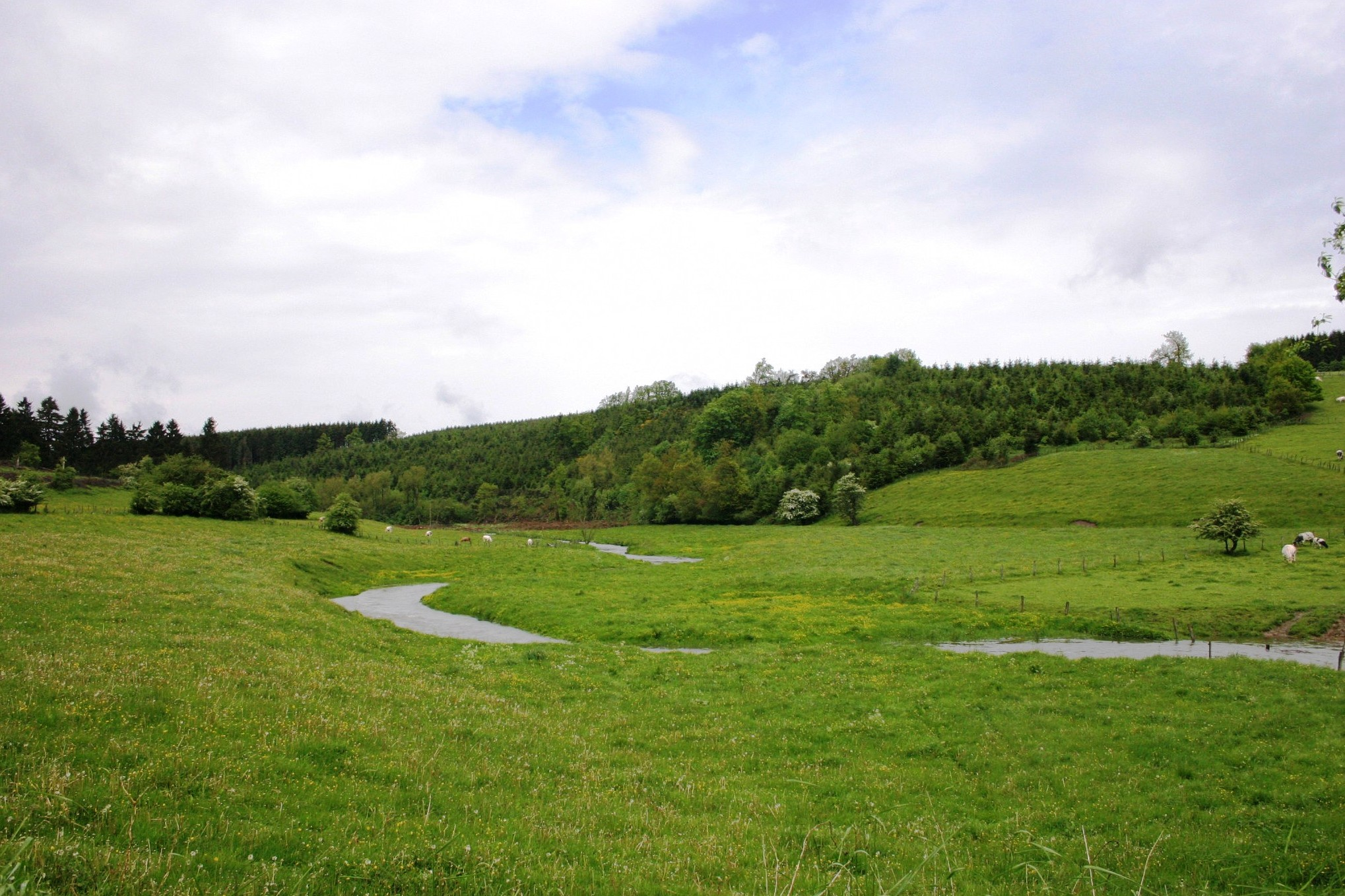
Sûre in Winville
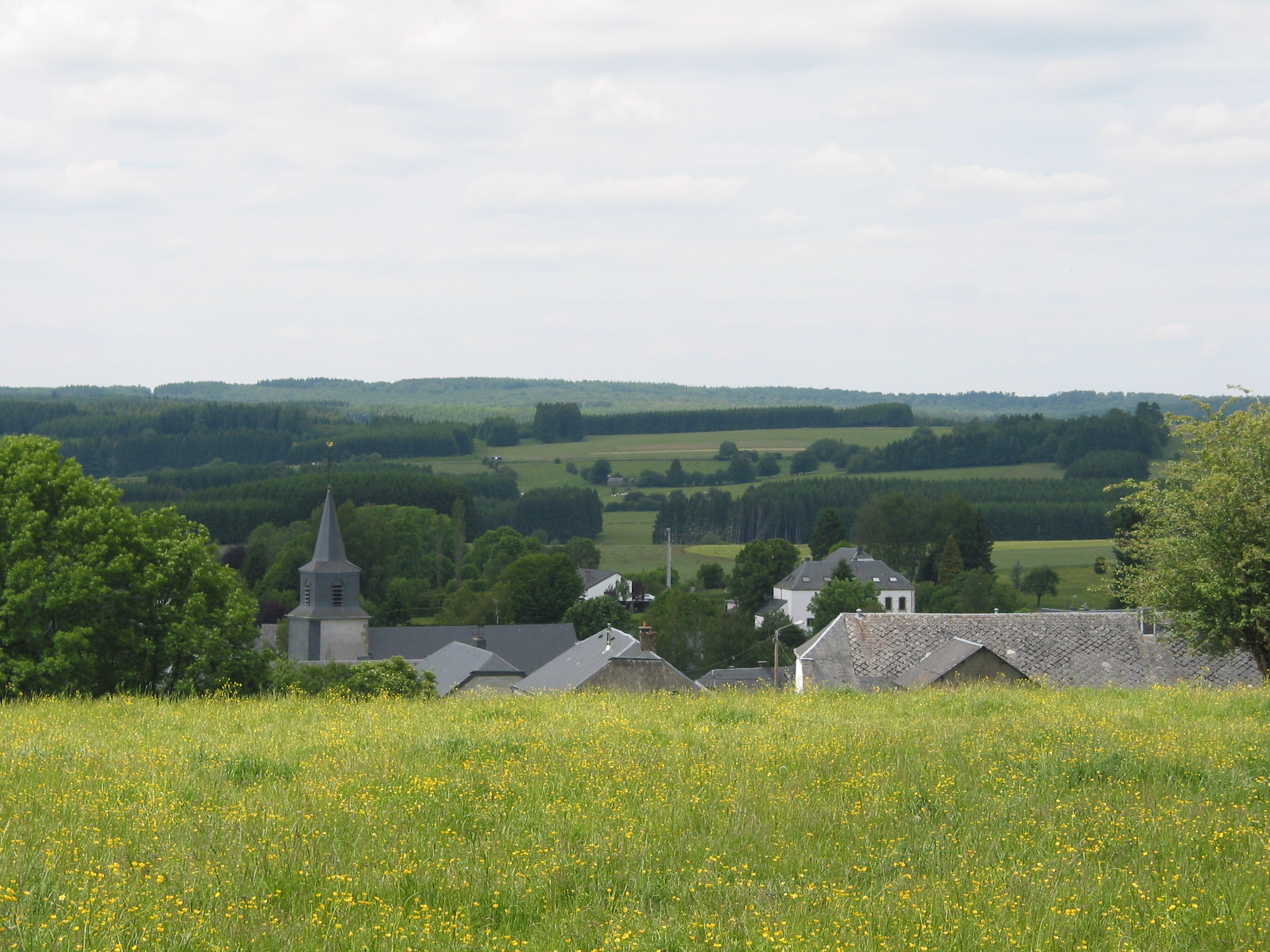
Het dorp Anlier